# Elli
Na mitologia nórdica, Elli, Elle ou Elié a deusa da velhice. Durante uma visita a Jotunheim, Thor luta contra ela e quase a vence, o que demonstra o quão extraordinário é o poder deste deus.
Em Gylfaginning, Thor e seus companheiros Loki e Þjálfi estão no salão do gigante Útgarða-Loki, onde enfrentam desafios difíceis testando sua força e habilidade. Thor acaba de ser humilhado em um desafio de bebida e quer se vingar. Então disse Thor: 'Pelo menos como vocês me chamam, que qualquer um venha agora e lute comigo; agora estou com raiva. Então Útgarda-Loki respondeu, olhando em volta nos bancos, e falou: 'Não vejo tal homem aqui dentro, que não consideraria uma vergonha lutar contigo;' e ainda assim ele disse: 'Vamos ver primeiro; que a velha, minha enfermeira, seja chamada aqui, Elli, e que Thor lute com ela, se quiser. Ela jogou homens que me pareceram não menos fortes que Thor.' Imediatamente entrou no corredor uma velha, acometida pela idade. Então Útgarda-Loki disse que ela deveria lutar com Ása-Thor. Não há necessidade de se preocupar muito com isso: essa luta foi de tal maneira que quanto mais Thor se esforçava para agarrar, mais rápido ela se levantava; então a velha tentou segurá-lo, e então Thor ficou bamboleante, e seus puxões foram muito fortes. No entanto, não demorou muito para que Thor caísse de joelhos, em um pé. Então Útgarda-Loki subiu e pediu que eles parassem de lutar, dizendo que Thor não precisaria desafiar mais homens de seu guarda-costas para lutar. Mais tarde, quando Thor e sua companhia estão em segurança fora do salão de Útgarða-Loki, o gigante explica que o oponente de Thor era muito mais formidável do que parecia ser e que a proeza de Thor era, de fato, surpreendente. Também foi uma grande maravilha no que diz respeito à luta livre, quando você resistiu por tanto tempo; e não caiu mais do que um joelho, lutando com Elli; uma vez que nada disso jamais existiu e nada existirá, se ele se tornar tão velho a ponto de suportar a "Velhice", que ela não o fará cair. A história da visita de Thor a Útgarða-Loki é relatada apenas na Edda em Prosa e, incomumente, Snorri não cita nenhum poema antigo para apoiá-la. Suas fontes para a história são desconhecidas e foi sugerido que ele mesmo a compôs em grande parte. Elli não é mencionado em nenhuma outra fonte existente, mas a noção de que nem mesmo os deuses são imunes aos efeitos do envelhecimento é apoiada pelo fato de que eles devem consumir as maçãs de Iðunn regularmente para permanecerem jovens.